# 山崎美智
山﨑 美智（やまさき みち、1979年9月11日 - ）は、日本の女性声優、女優。以前はブリングアップ/劇団アルターエゴに所属していた。高知県出身。

## 出演作品

### テレビアニメ
2002年
- ホイッスル!（設楽兵助、小学生）

2004年
- スクールランブル（大塚舞、女子高生）
- 遊☆戯☆王デュエルモンスターズ（男の子、少年3）

2006年
- 吟遊黙示録マイネリーベwieder（女子生徒）
- スクールランブル 二学期（大塚舞、魔法少女マジカルマイ）

### OVA
2005年
- スクールランブル 一学期補習（大塚舞）

2008年
- スクールランブル 三学期（生徒たち）

### ドラマCD
- 吟遊黙示録マイネリーベ シュトラール候補生の休暇（少年B）
- 虜にさせるキスをしよう2 そのくちびるで惑わせて（ユウナ）

### 舞台
- 日本・スペイン友好公演 スペインの赤い花～カルメンより 草月ホール
- GOKAN The 12th performance ステイルメイト
- 劇団アルターエゴ第33回公演 Dの呼ぶ声 サンモールスタジオ
- その他、劇団アルターエゴ各公演

### テレビ
- もしも体感バラエティ if